# 因弗內斯 (科羅拉多州)
因弗內斯（英語：Inverness）是位於美國科羅拉多州阿拉帕霍縣的一個人口普查指定地區。

## 地理
因弗內斯的座標為39°33′44″N 104°51′46″W / 39.56222°N 104.86278°W，而該地最高點為海拔高度1756米（即5761英尺）。

## 人口
根據2010年美國人口普查的數據，因弗內斯的面積為4.33平方千米，當中陸地面積為4.33平方千米，而水域面積為0.00平方千米。當地共有人口1532人，而人口密度為每平方千米353人。